# Gerard van Montagu

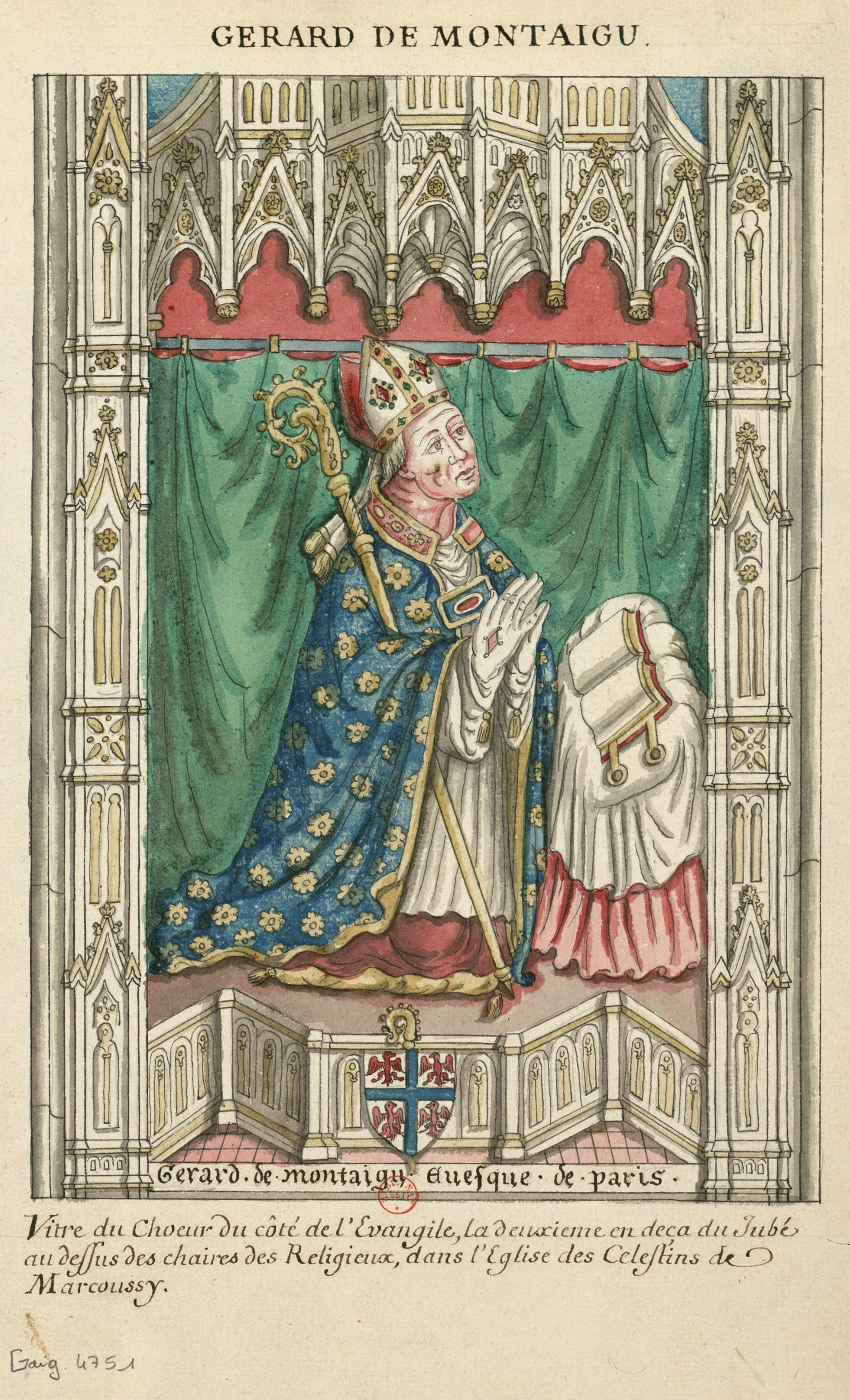
Gerard van Montagu, bisschop van Parijs

Gerard junior van Montagu (koninkrijk Frankrijk midden 14e eeuw – 24 september 1420) was bisschop van Poitiers (1405-1409) en bisschop van Parijs (1409-1420). Hij was een functionaris in dienst van koning Karel VI van Frankrijk, waarbij hij steeds partij trok voor de Armagnacs in de Honderdjarige Oorlog.

## Levensloop
Gerard van Montagu was de jongste zoon van Gerard van Montagu (gestorven 1380), die kamenier en raadsman van koning Karel V en Karel VI van Frankrijk was, en van Biette Cassinel (gestorven 1394). Dat Biette Cassinel de maîtresse was van Karel V werd lang geloofd doch recent historisch werk acht dit onmogelijk.
Gerard (junior) kende zowel een carrière aan de Franse staat als in de Roomse kerk. Hij trad in dienst als secretaris van koning Karel VI van Frankrijk, bij wie zijn broer Jan II van Montagu raadsman was. Zijn andere broer Jan was aartsbisschop van Sens. 
Gerard was aan het koninklijk hof in Parijs verantwoordelijk voor de archieven (1391). Zo is van hem een document bewaard waarin Gerard een opsomming maakt van pauselijke akten die in koninklijk bezit waren. Hij combineerde het ambt van koninklijk archivaris met deze van advocaat van de koning bij het Rekenhof (1392). Vervolgens werd hij kanselier van Jan, de gefortuneerde hertog van Berry (1404). Zijn machtige broer Jan II werd onthoofd (1409) op bevel van Jan zonder Vrees, de sterke man achter de Bourguignons. De Bourguignons waren de Bourgondisch gezinde fractie in Frankrijk tijdens de Honderdjarige Oorlog. Gerard trok nog méér de partij voor de Armagnacs, de tegenstanders van de Bourguignons. In 1413 werd hij voorzitter van het Rekenhof. 
Zijn carrière in de Roomse kerk verliep in parallel met zijn ambtelijke functies. Gerard werd kanunnik en aartsdiaken van het bisdom Kamerijk. Kamerijk lag in het Heilige Roomse Rijk doch stond onder direct bestuur van Frankrijk. Nadien werd hij bisschop van Poitiers (1405) en bisschop van Parijs (1409). Zijn intocht als bisschop van Parijs verliep met pompeuze feesten met hoge genodigden en met gouden en zilveren schotels op de tafels. In 1415 stierf zijn broer Jan van Montagu, aartsbisschop van Sens, tot wiens kerkprovincie het bisdom Parijs destijds behoorde. Gerard zelf stierf in 1420.
- International Standard Name Identifier: 0000 0004 0993 9807
- Système universitaire de documentation: 169250490
- Virtual International Authority File: 304337047